# Giải Viện Hàn lâm Nhật Bản lần thứ 40
Giải Viện Hàn lâm Nhật Bản lần thứ 40 (第40回日本アカデミー賞) là lễ trao giải lần thứ 40 của Giải Viện Hàn lâm Nhật Bản, giải thưởng được trao bởi Viện Hàn lâm Nhật Bản và Hiệp hội Sho để vinh danh những hạng mục phim xuất sắc của năm 2016. Lễ trao giải được tổ chức vào ngày 3 tháng 3 năm 2017 tại Khách sạn Grand Prince Hotel New Takanawa ở Tokyo, Nhật Bản.

## Giải thưởng
Tất cả các hạng mục trao giải (trừ giải diễn viên trẻ của năm và các giải đặc biệt) được chia làm hai danh hiệu: các đề cử (do thành viên Viện Hàn lâm bầu chọn) đều đạt danh hiệu Xuất sắc của năm và trong các đề cử sẽ chọn ra một giải Xuất sắc nhất của năm.
| Phim điện ảnh xuất sắc của năm | Phim hoạt hình xuất sắc của năm |
| --- | --- |
| - Phim điện ảnh hay nhất của năm: Shin Godzilla: Sự hồi sinh - Ikari - Kazoku wa Tsurai yo! - Người phụ nữ nhân hậu - 64 Rokuyon Zenpen | - Phim hoạt hình hay nhất của năm: Góc khuất của thế giới - Your Name – Tên cậu là gì? - Dáng hình thanh âm - Rudorufu to Ippaiattena - One Piece Film Gold |
| Đạo diễn xuất sắc của năm | Biên kịch xuất sắc của năm |
| - Đạo diễn xuất sắc nhất của năm: Anno Hideaki & Higuchi Shinji – Shin Godzilla: Sự hồi sinh - Shinkai Makoto – Your Name – Tên cậu là gì? - Zeze Takahisa – 64 Rokuyon Zenpen - Nakano Ryota – Người phụ nữ nhân hậu - Lee Sang-il – Ikari                                                      | - Biên kịch xuất sắc nhất của năm: Shinkai Makoto – Your Name – Tên cậu là gì? - Nakano Ryota – Người phụ nữ nhân hậu - Hisamatsu Shinichi và Takahisa Zeze – 64 Rokuyon Zenpen - Yamada Yoji và Hiramatsu Emiko – Kazoku wa Tsurai yo - Lee Sang-il – Ikari |
| Nam diễn viên chính xuất sắc | Nữ diễn viên chính xuất sắc |
| - Nam diễn viên chính xuất sắc nhất: Satō Kōichi – 64 Rokuyon Zenpen - Ayano Gō – Nihon de Ichiban Warui Yatsura - Okada Junichi – Kaizoku to Yobareta Otoko - Hasegawa Hiroki – Shin Godzilla: Sự hồi sinh - Matsuyama Kenichi – Satoshi no Seishun                                             | - Nữ diễn viên chính xuất sắc nhất: Miyazawa Rie – Người phụ nữ nhân hậu - Otake Shinobu – Gosaigyō no Onna - Kuroki Haru – Rip Van Winkle no Hanayome - Hirose Suzu – Chihayafuru: Kami no Ku - Miyazaki Aoi – Ikari |
| Nam diễn viên phụ xuất sắc | Nữ diễn viên phụ xuất sắc |
| - Nam diễn viên phụ xuất sắc nhất: Tsumabuki Satoshi – Ikari - Pistol Takehara – Nagai Iiwake - Higashide Masahiro – Satoshi no Seishun - Moriyama Mirai – Ikari - Franky Lily – Scoop! | - Nữ diễn viên phụ xuất sắc nhất: Sugisaki Hana – Người phụ nữ nhân hậu - Ishihara Satomi – Shin Godzilla: Sự hồi sinh - Ichikawa Mikako – Shin Godzilla: Sự hồi sinh - Hirose Suzu – Ikari - Miyazaki Aoi – Basude Kado |
| Âm nhạc xuất sắc | Quay phim xuất sắc |
| - Âm nhạc xuất sắc nhất: Radwimps – Your Name – Tên cậu là gì? - Kotringo – Kono Sekai no Katasumi ni - Sagisu Shirou – Shin Godzilla: Sự hồi sinh - Sato Naoki – Kaizoku to Yobareta Otoko - Takatsugu Muramatsu – 64 Rokuyon Zenpen                                                            | - Quay phim xuất sắc nhất: Yamada Kousuke – Shin Godzilla: Sự hồi sinh - Kasamatsu Norimichi – Ikari - Saitō Kōichi – 64 Rokuyon Zenpen - Shibasaki Kozo – Kaizoku to Yobareta Otoko - Chikamori Masashi – Tono, Risoku de Gozaru! |
| Đạo diễn ánh sáng xuất sắc | Chỉ đạo nghệ thuật xuất sắc |
| - Đạo diễn ánh sáng xuất sắc nhất: Kawabe Takayuki – Shin Godzilla: Sự hồi sinh - Nakamura Yuuki – Ikari - Tomiyama Akinaga – 64 Rokuyon Zenpen - Ueda Nariyuki – Kaizoku to Yobareta Otoko - Watanabe Koichi – Kazoku wa Tsurai yo                                                              | - Chỉ đạo nghệ thuật xuất sắc nhất: Hayashida Yuji và Sakushima Eri – Shin Godzilla: Sự hồi sinh - Isomi Toshihiro – 64 Rokuyon Zenpen - Kurata Tomoko – Kazoku wa Tsurai yo - Tsuzuki Yuji và Sakahara Fumiko – Ikari - Nitta Takayuki – Tono, Risoku de Gozaru! |
| Thu âm xuất sắc | Biên tập xuất sắc |
| - Thu âm xuất sắc nhất: Nakamura Jun và Yamada Haru – Shin Godzilla: Sự hồi sinh - Kishida Kazumi – Kazoku wa Tsurai yo - Shiratori Mitsugu – Ikari - Takada Shinya – 64 Rokuyon Zenpen - Fujimoto Kenichi – Kaizoku to Yobareta Otoko                                                           | - Biên tập xuất sắc nhất: Anno Hideaki và Sato Atsuki – Shin Godzilla: Sự hồi sinh - Ishii Iwao – Kazoku wa Tsurai yo - Imai Tsuyoshi – Ikari - Hayano Ryo – 64 Rokuyon Zenpen - Miyajima Ryuji – Kaizoku to Yobareta Otoko |
| Giải thưởng phim được khán giả bình chọn | Giải thưởng diễn viên được khán giả bình chọn |
| Your Name – Tên cậu là gì? | - Iwata Takanori – Shokubutsu Zukan |
| Phim nước ngoài xuất sắc | Diễn viên mới của năm |
| - Phim nước ngoài xuất sắc nhất: Cơ trưởng Sully - Người về từ Sao Hỏa - Phi vụ động trời - Star Wars: Thần lực thức tỉnh - Người về từ cõi chết | - Sugisaki Hana – Người phụ nữ nhân hậu - Takahata Mitsuki – Shokubutsu Zukan - Hashimoto Kanna – Sera Fuku to Kikanju -Sotsugyo - Iwata Takanori – Shokubutsu Zukan - Sakaguchi Kentarō – 64 Rokuyon Zenpen & 64 Rokuyon Kohen - Sakumoto Takara – Ikari - Chiba Yudai – Tono, Risoku de Gozaru! - Maeda Mackenyu – Chihayafuru: Kami no Ku & Chihayafuru: Shimo no Ku |
| Giải thưởng Thành tích từ Chủ tịch Hiệp hội | Giải thưởng Đặc biệt 40 năm |
| Giải thưởng vinh danh những người có nhiều đóng góp trong nhiều năm. - Kinoshita Chuji (Âm nhạc) - Kyō Machiko (Diễn viên) - Suzuki Seijun (Đạo diễn) - Nishioka Yoshinobu (Chỉ đạo nghệ thuật) - Hashimoto Shinobu (Chỉ đạo sản xuất/Biên kịch/Giám sát sản xuất) - Yachigusa Kaoru (Diễn viên) | Giải thưởng vinh danh người có thành tích trong ngành điện ảnh. Đây là giải thưởng đặc biệt trong lễ trao giải lần thứ 40. - Ikehiro Kazuo (Đạo diễn) - Sawashima Tadashi (Đạo diễn) - Hagiwara Kenji (Quay phim) |
| Giải thưởng Đặc biệt từ Chủ tịch Hiệp hội | Giải thưởng Đặc biệt từ Hiệp hội |
| Giải thưởng vinh danh những người có nhiều đóng góp trong nhiều năm (những người đã mất trong năm 2016). - Deme Masanobu (Đạo diễn) - Tomita Isao (Âm nhạc) - Matsuyama Zenzo (Biên kịch/Đạo diễn)                                                                                               | Vinh danh người có nhiều hỗ trợ đóng góp trong quá trình làm phim. - Aida Toshiharu (Chỉ đạo sân khấu) - Akamatsu Yōkōzō (Thiết kế biểu trưng) - Okase Akihiko (Hiệu ứng âm thanh) |